# Saint-Léger (Charente)
Saint-Léger ist eine Ortschaft und eine ehemalige französische Gemeinde mit 128 Einwohnern (Stand: 1. Januar 2018) im Département Charente in der Region Nouvelle-Aquitaine.
Mit Wirkung vom 1. Januar 2019 wurde die frühere Commune nouvelle Côteaux du Blanzacais und die Gemeinde Saint-Léger zur neuen Commune nouvelle Coteaux-du-Blanzacais zusammengeschlossen. Alle ehemaligen Gemeinden (auch die der früheren Commune nouvelle) haben in der neuen Gemeinde den Status einer Commune déléguée. Der Verwaltungssitz befindet sich im Ort Blanzac-Porcheresse. Der Verwaltungssitz befindet sich im Ort Blanzac-Porcheresse.

## Lage
Die kleine Ortschaft Saint-Léger liegt in einer Höhe von rund 120 Metern ü. d. M. in der Kulturlandschaft des Angoumois etwa 30 Kilometer (Fahrtstrecke) südwestlich von Angoulême; der Hauptort des Kantons, Blanzac-Porcheresse, ist etwa drei Kilometer in nordwestlicher Richtung entfernt. Wichtigste Orte in der Umgebung sind Barbezieux (ca. 19 Kilometer westlich) und Montmoreau-Saint-Cybard (ca. 11 Kilometer südöstlich).

## Bevölkerungsentwicklung
| Jahr      | 1968 | 1975 | 1982 | 1990 | 1999 | 2006 | 2018 |
| Einwohner | 140  | 176  | 181  | 140  | 136  | 125  | 128  |

## Wirtschaft
Der von kalkhaltigen Böden umgebene Ort ist in hohem Maße von der Feldwirtschaft geprägt; Viehzucht spielt nur eine untergeordnete Rolle.

## Sehenswürdigkeiten

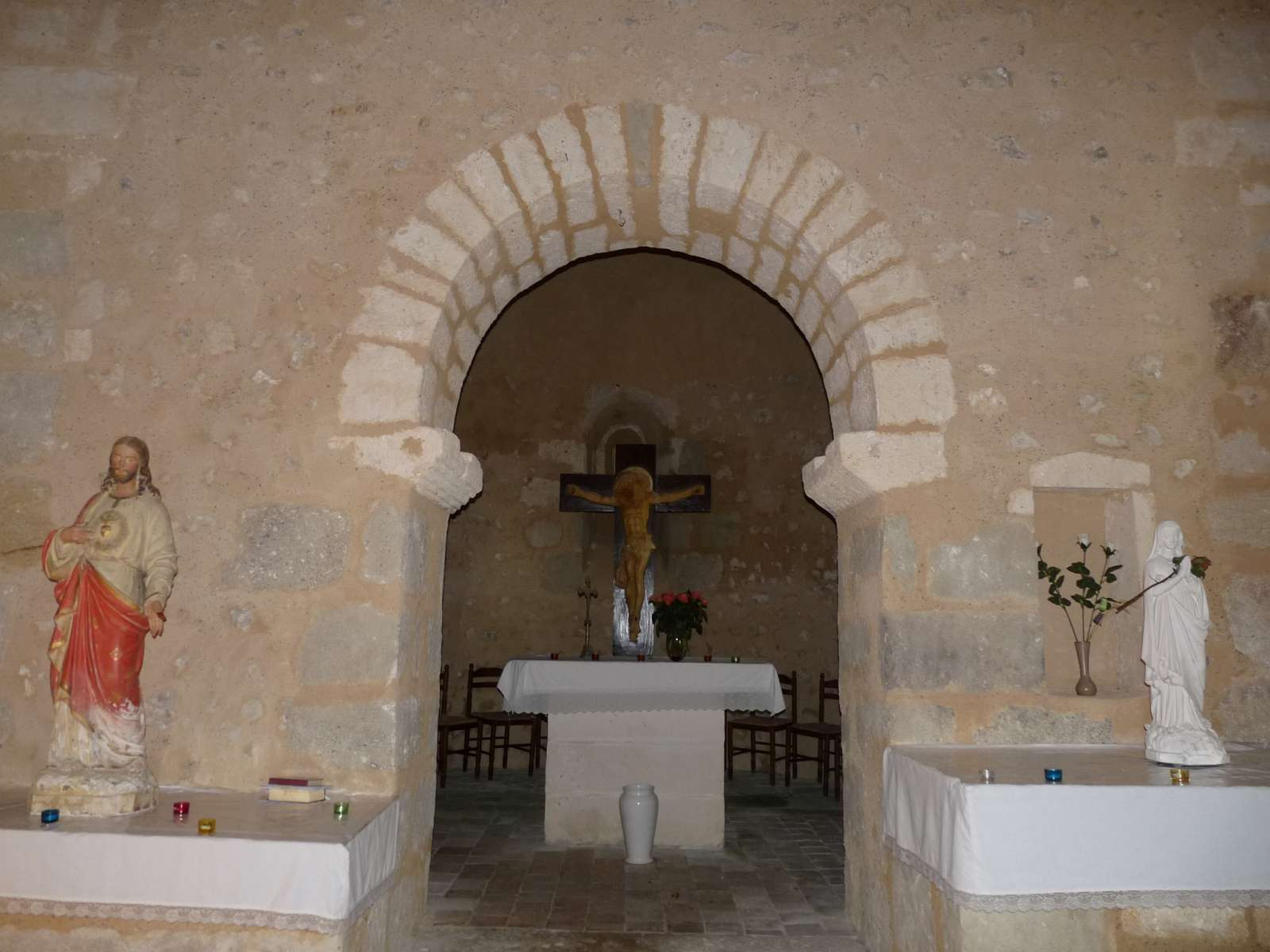
Kirche Saint-Léger

- Die einschiffige Pfarrkirche Saint-Léger stammt im Wesentlichen aus dem 16. oder 17. Jahrhundert; lediglich die im Innern durch einen Chorbogen zum Schiff hin abgesetzte Apsis mit ihrem Altar und der Glockengiebel scheinen älteren Datums zu sein. Größter Schatz der Kirche ist eine Glocke aus dem Jahr 1613, die seit 1944 als Monument historique[2] geführt wird.
- Auf dem ehemaligen Kirchhof steht ein sogenanntes Hosianna-Kreuz aus dem 16. Jahrhundert mit einem etwa vier Meter hohen oktogonalen Schaft und einem gleichschenkligen Lilienkreuz als Aufsatz. Unmittelbar davor befindet sich seit dem Jahr 2004 eine Gedenkplatte für einen Gefallenen des 1. Weltkriegs.
- Das Logis de la Sablière stammt aus dem 17. Jahrhundert und hat noch ein Taubenhaus (pigeonnier). Es befindet sich in Privatbesitz.